# 3 (Shakespears Sister)
#3 è il terzo album in studio del gruppo musicale britannico Shakespears Sister, pubblicato nel 2004. Il disco sarebbe dovuto uscire nel 1996.

## Descrizione
Con quest'album il gruppo abbandona la grafia precedentemente usata Shakespear's Sisters, per adottare quella utilizzata da qui in avanti Shakespears Sisters.

## Tracce
1. Go – 3:40
2. I Can Drive – 4:05
3. Do I Scare You? (con Billy Mackenzie) – 4:57
4. Opportunity Knockers – 4:49
5. Can U Wait That Long? – 4:20
6. Oh Dear – 4:03
7. Excuse Me John – 4:44
8. The Older Sister – 2:59
9. Singles Party – 3:58
10. I Never Could Sing Anyway – 4:10